# Die perfekte Masche
Die perfekte Masche. Bekenntnisse eines Aufreißers (original: The Game: Penetrating the Secret Society of Pickup Artists) ist ein in Deutschland 2006 beim List Verlag erschienenes autobiografisches Buch des US-amerikanischen Rolling-Stone-Journalisten Neil Strauss. In diesem Werk berichtet er über zwei Jahre seines Lebens, in denen er unter dem Pseudonym „Style“ in die Subkultur der Verführerszene eintauchte und von einem Durchschnittsmann zu einem der größten pick-up artists („Aufreißer“) und dating coaches der Szene wurde. Das Buch war bei der Veröffentlichung in den USA 2005 und ein Jahr später in Deutschland ein großer Verkaufserfolg und machte sowohl Strauss als auch seinen Mentor Erik von Markovik („Mystery“) einem größeren Publikum bekannt.

## Inhaltsangabe
Neil Strauss ist ein Journalist und typischer Otto Normalverbraucher, der eines Tages von seinem Redakteur den Auftrag erhält, über die damals in den USA wachsende Subkultur der Aufreißer („pick up artists“) zu recherchieren. Der seit seiner Jugend von Frauen eher frustrierte Strauss ist fasziniert und taucht unter dem Pseudonym „Style“ tief in die Szene ein, um professionelle Dating Coaches wie Ross Jeffries, David DeAngelo und Erik von Markovik („Mystery“) kennenzulernen, der sein Mentor und Freund wird. Bald hat „Style“ seine Lehrer übertroffen und wird trotz seines unscheinbaren Aussehens der größte „pick up artist“ der Szene. In dem Buch beschreibt Journalist Strauss auch berufliche Begegnungen mit Tom Cruise, Courtney Love, Britney Spears und Dalene Kurtis, und wie ihm das durch die Subkultur entstandene Selbstbewusstsein geholfen hat.
Strauss brüstet sich im Buch, bis zu 10 Freundinnen gleichzeitig zu haben, während von Markovik seine Partnerinnen zu bisexuellen Gespielinnen abrichten will. Doch als sich die beiden in Los Angeles niederlassen, eine Mini-Playboy Mansion im Stile von Hugh Hefner gründen und mit Partys und Seminaren das große Geld machen wollen, werden die beiden von ihren Geschäftspartnern Owen Cook („Tyler Durden“) und Nicholas Kho („Papa“) ausgebootet. Am Ende kommt Strauss mit Gitarristin Lisa Leveridge zusammen; diese Beziehung hielt ein Jahr, bis Leveridge ihn 2006 für Robbie Williams verließ.
Im Buch kommen mehrere in der Szene einschlägig bekannte Dating Coaches vor, u. a. der auf NLP fokussierte Hypnotiseur Ross Jeffries, der gelernte Broker David DeAngelo, dessen „Double Your Dating“-Strategie auf Humor und positivem Selbstverständnis fußen, sowie der gelernte Magier Erik von Markovik alias „Mystery“, dessen „Mystery Method“ auf gezieltem Auffallen und Provokation fußt. Das Internet bietet die akzeptierte Hauptplattform, um Erfahrungen auszutauschen, und es herrscht ein starker Gebrauch von Slang (z. B. PUA für pick up artist (Aufreißer) oder AFC für average frustrated chump (Versager)) sowie eine starke Do-It-Yourself-Einstellung. Trotz der Fokussierung auf den Aufriss wird die Szene auch als hilfsbereit gegenüber Männern mit Minderwertigkeitskomplexen und für absolute Beginner beschrieben.
Das Buch stellt aber auch Schattenseiten der Frauenjagd dar. Trotz großen Erfolgs beim anderen Geschlecht fühlt sich Strauss unausgefüllt, und von Markovik erleidet zwei Nervenzusammenbrüche und muss jeweils in die Psychiatrie.
Im Verlauf des Buches stellt Strauss für sich fest, dass es Leuten wie Jeffries, DeAngelo, Cook und Kho beim „Aufreißen“ eher darum geht, an Geld und Macht zu gewinnen. Laut von Markovik „lebt jeder Mann nur 28.000 Tage und seine Gene werden ohne Sex (und daraus resultierende Kinder) aussterben“. Festzustellen ist allerdings, dass das Leben als pick-up artist und die Familiengründung eher im Konflikt stehen: Strauss selbst lebt nach eigenen Angaben seit seiner Heirat (2013) monogam.

## Folgen
Strauss heiratete 2013, „bestattete“ auf seiner Junggesellenparty sein Alter Ego als pick-up-artist. und wurde Vater eines Kindes. Er äußerte sich 2011 kritisch zu seinem Leben als Aufreißer:

„Wenn ich mein jüngeres Aufreißer-Ich treffen würde, würde ich ihn nicht mögen. Ich musste zwar er werden, um mein heutiges Ich zu erreichen, aber der Weg war oberflächlich... Die drei wichtigsten Dinge in einer Beziehung sind Ehrlichkeit, Vertrauen und Respekt, und wenn du sie nicht hast, hast du keine Liebe. Ein guter Freund sagte mir, man sollte seinen Schatz erst ein Jahr daten, dann ein Jahr zusammen leben, und dann ein Jahr verlobt sein, bevor man heiratet. Das ist vernünftig.“

Nicholas Kho äußerte sich auf seiner Verlobung (2013) ebenfalls mit gemischten Gefühlen:

„Ich habe über die ganze Pickup-Industrie bittersüße Gefühle. Ich mag es, dass sie Selbstwert und Techniken lehren, aber wenn es um 'sexuelle Verhaltensweisen' geht, werden Frauen von Männern ein ganzes Stück zu Objekten gemacht. Aber wenn alles dazu führt, eine echte Freundin zu bekommen, ist das okay.“

Strauss veröffentlichte 2017 das Folgebuch The Truth: An Uncomfortable Book About Relationships, in der er kritisch sein Leben nach seiner Heirat reflektierte. Hierbei führt er aus, dass er seine Ehefrau mit deren bester Freundin betrog, und sich danach einer Therapie unterzog. Nachdem bei ihm Sexsucht, ADHS, Angststörungen sowie eine Depression diagnostiziert wurden, experimentierte er mit Polyamory, Swingen sowie offenen Beziehungen, bis er nach eigenen Angaben bemerkte, dass sein hedonistischer Lebensstil u. a. in unverarbeiteten Kindheitserlebnissen gründete: Darunter fielen u. a. Streit zwischen seinen Eltern, die Untreue seines Vaters, sowie das Geständnis seiner Mutter, dass seine Zeugung ein „Ausrutscher“ gewesen sei. Strauss schließt, dass er endlich „sein eigener Mann“ sein will, und schwört nach der Versöhnung mit seiner Frau seinem neugeborenen Sohn, dass er immer für ihn da sein wird.

## Rezeption
Trotz Bestseller-Status in den USA und beachtlicher Verkaufszahlen wurde „Die perfekte Masche“ in Deutschland von der Kritik als zynisches Möchtegern-Skandalbuch verrissen.

„Von Seite 140 an mutiert der Loser Strauss jedenfalls zum Maul-Aufreißer des Jahrhunderts. Hier und da läßt der habituelle Macho doch Spurenelemente von Charme und Verstand erkennen und gibt zu, dass er sich mitunter ziemlich dämlich vorkommt.“

„Die Aufreißer feuern eine Reihe von gezielt ausgeteilten, kleinen Herabwürdigungen ab. Wer jetzt noch nicht eingeschlafen ist, darf sich eine seitenlange Selbstbeweihräucherung antun, die mit ein paar Selbstzweifeln gespickt ist, damit es nicht zu eintönig wird.“

## Verfilmungspläne
Sony hatte ursprünglich die Verfilmungsrechte an The Game gekauft und den Regisseur Chris Weitz hierfür rekrutiert. Spyglass Entertainment kaufte diese Rechte ab und engagierte Dan Weiss, um ein Drehbuch hierzu zu schreiben.

## Ausgaben
- Deutsche Ausgabe: List-Verlag (2006); ISBN 978-3-471-78828-8